# سیم‌تیونز
سیم‌تیونز (به انگلیسی: SimTunes) یک بازی رایانه‌ای ویژهٔ کودکان است که توسط شرکت ماکسیس سافتویر منتشر شده است. این بازی در تاریخ ۱۹۹۶ عرضه شده و سازنده آن ماکسیس سافتویر و طراح آن توشیو ایوای است. این بازی شامل رنگ کردن تصاویر با نقطه (پیکسل‌های بزرگ) است که هرکدام از این رنگ‌ها نشانگر یک نت موسیقی است. بازیکن تا ۴ حشره با رنگ‌های مختلف را که نشانگر آلت موسیقی یا سیلاب‌های آوازی هستند را روی تصویر گذاشته و می‌تواند جهت حرکت و سرعت آنها را تغییر دهد. این حشرات بر روی تصویر می‌خزند و نت‌ها را بسته به رنگشان می‌نوازند.